# ELK Airways

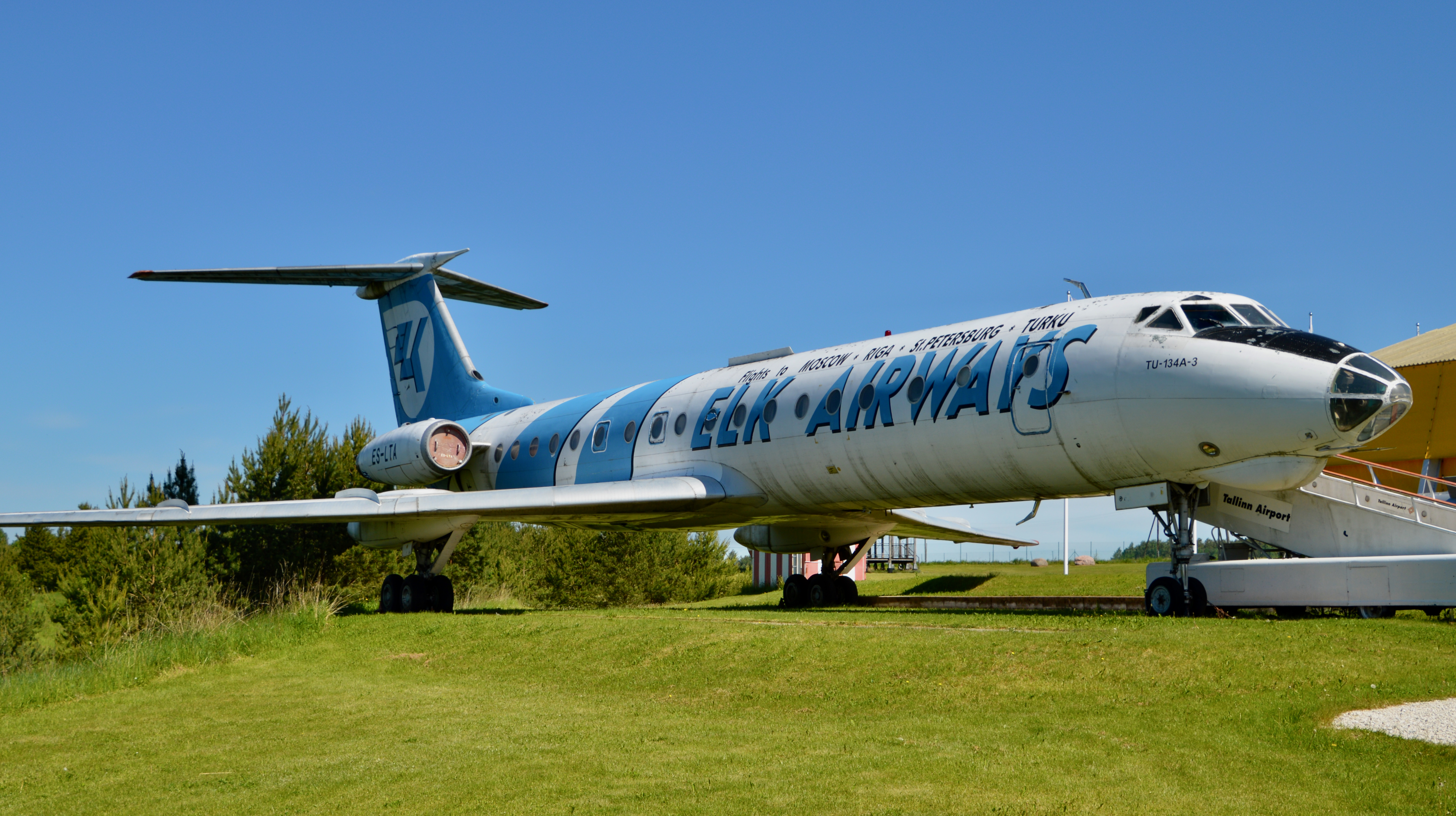
Az ELK Airways Tu−134-ese az Észt Repülési Múzeumban

Az ELK Airways (észtül: Eesti Lennukompanii ELK Lennuliinid) egy észt légitársaság volt, amely 1991-től 2001-ig működött.
Kezdetben a légitársaság három Tu–154-es típusú repülőgépet használtak, később pedig L–410 Turbolet, BAe Jetstream 31 és Tu–134-es típusú repülőgépeket használtak.
2001. november 23-án az ELK Airways egyik An–28 típusú repülőgépe balesetet szenvedett, amelyben a fedélzeten tartózkodó 17 személyből kettő az életét vesztette. A repülőgép leszállás közben a kifutópálya előtt másfél kilométerrel fáknak ütközött és lezuhant.
Az ELK Airways Tu–134-es repülőgépe napjainkban az Észt Repülési Múzeumban van kiállítva.

## Fordítás
Ez a szócikk részben vagy egészben  az   ELK Airways című angol Wikipédia-szócikk ezen változatának fordításán alapul.  Az eredeti cikk szerkesztőit annak laptörténete sorolja fel. Ez a jelzés csupán a megfogalmazás eredetét és a szerzői jogokat jelzi, nem szolgál a cikkben szereplő információk forrásmegjelöléseként.